# الملاقط الضوئية

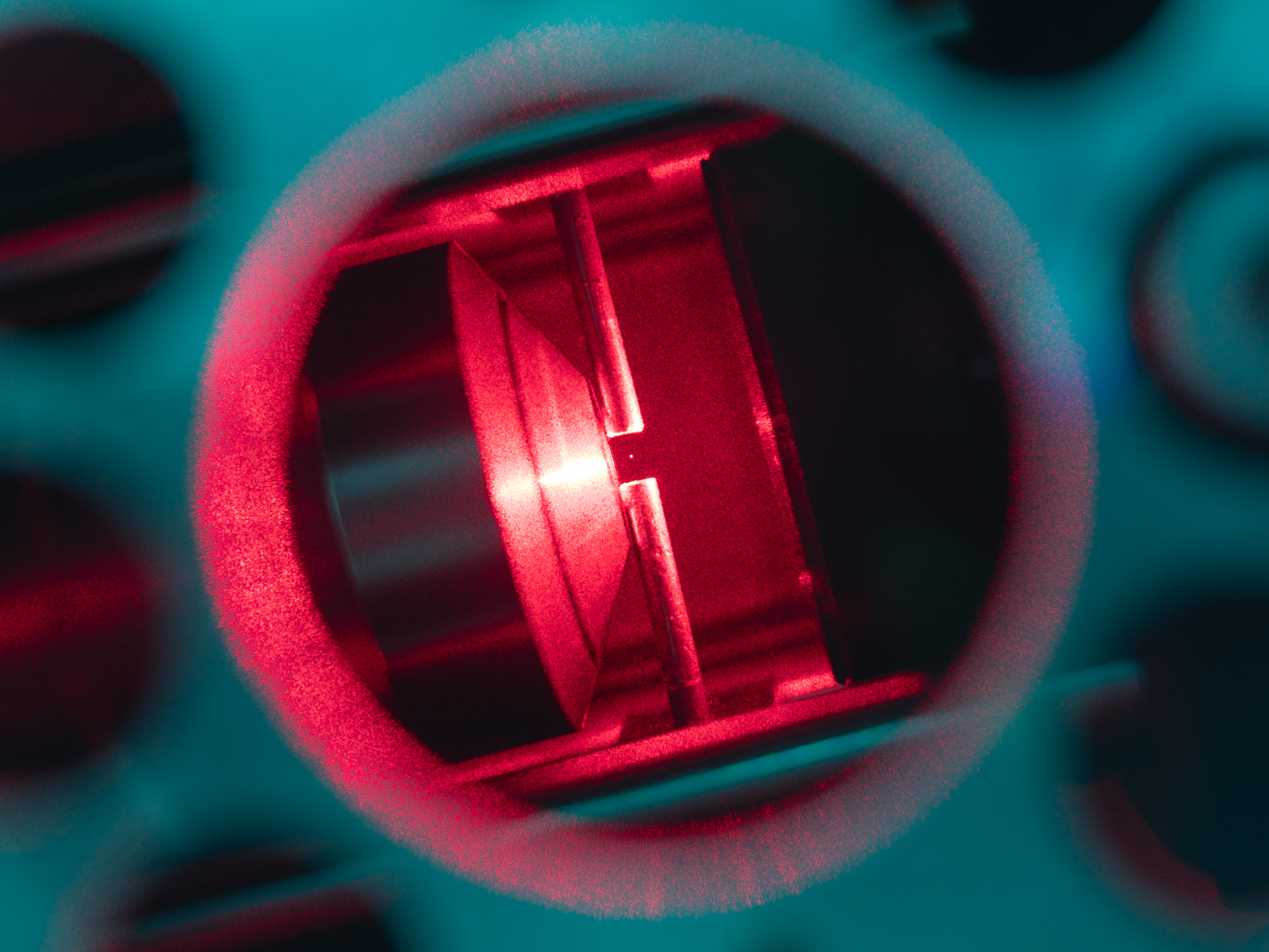
صورة تُظهر جسيمًا نانويًّا (بقطر يبلغ 103 نانومتر) محتجزًا باستخدام ملقط ضوئي. يظهر الجسيم كنقطة مضيئة صغيرة في مركز الصورة، بينما وُضعت قطبان من النحاس أعلاه وأسفله لإتاحة مزيد من التحكم في موقعه.

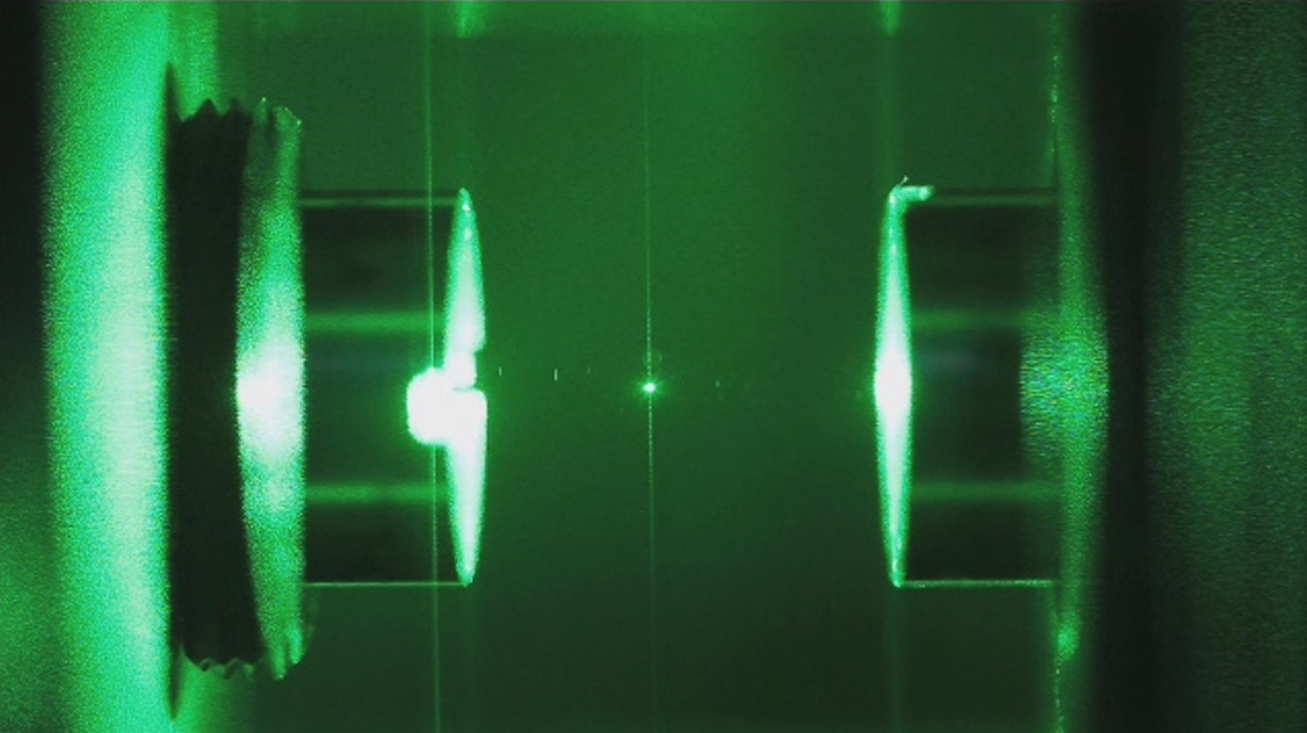
جسيم نانوي زجاجي معلق داخل تجويف ضوئي باستخدام تقنية الملقط الضوئي. يُظهر هذا التكوين كيف يمكن استخدام الحقول الكهرومغناطيسية لحبس الجسيمات فائقة الصغر والتحكم بها في بيئة دقيقة تعتمد على تداخلات الضوء داخل التجويف.

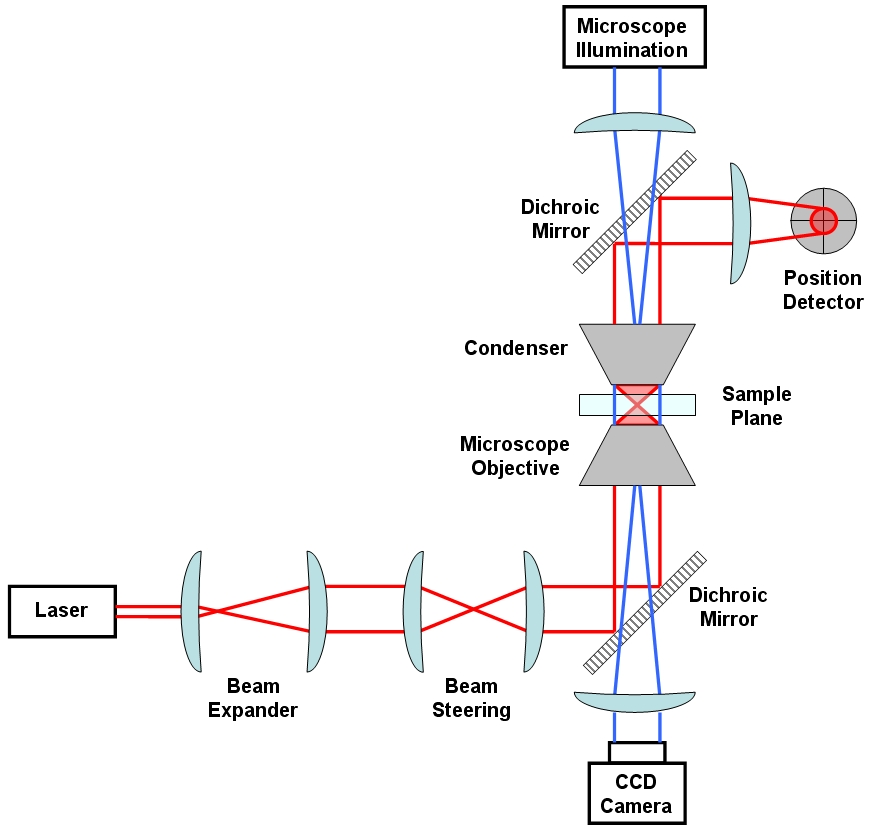
رسم تخطيطي عام يوضّح مكونات الملقط الضوئي الأساسية. يشمل النظام عادةً مصدر ليزر، وعدسات لتركيز الشعاع، وعينة تُحتجز الجسيمات الدقيقة فيها بفعل التدرج في شدة الضوء. يُستخدم هذا التكوين في التطبيقات البيولوجية والفيزيائية الدقيقة.

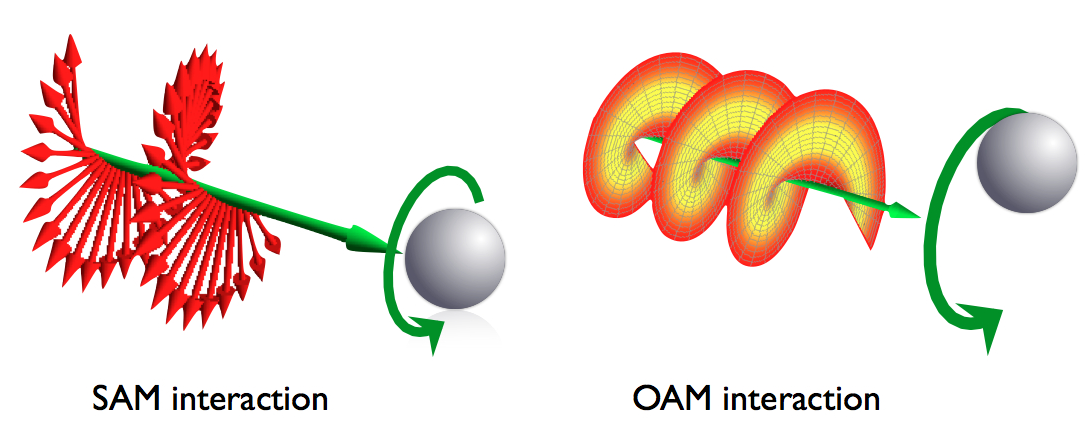
أشكال تفاعل شعاع الليزر مع المادة، توضح كيف يمكن للضوء أن يتفاعل بطرق مختلفة مع الجسيمات، مثل الامتصاص، الانعكاس، والانتثار، مما يؤثر على القوى التي تُستخدم في الملقطات الضوئية.

الملاقط الضوئية (بالإنجليزية: Optical Tweezers)، وتُعرف أيضًا باسم "فخ القوة التدرجية بأشعة الليزر أحادية الشعاع"، هي أدوات علمية تستخدم شعاع ليزر مركزًا للغاية لاحتجاز وتحريك الأجسام المجهرية وتحت المجهرية مثل الذرات والجسيمات النانوية والقطيرات بطريقة تشبه الملاقط. وإذا تم احتجاز الجسم في الهواء أو الفراغ دون دعم إضافي، فإن ذلك يُسمى "الرفع البصري" (Optical Levitation).
يُنتج ضوء الليزر قوة جاذبة أو نابذة (تكون عادة في حدود البيكونيوتن)، وذلك حسب معامل الانكسار النسبي بين الجسيم والوسط المحيط به. يمكن تحقيق الرفع البصري إذا ما تعادلت قوة الضوء مع قوة الجاذبية. وغالبًا ما تكون الجسيمات المُحتجزة ذات حجم ميكروني أو أقل. ويمكن احتجاز الجسيمات العازلة وأيضًا الممتصة للضوء.
تُستخدم الملاقط الضوئية في مجالات الأحياء والطب (على سبيل المثال، لإمساك بكتيريا واحدة، أو خلية مثل الحيوان المنوي أو خلية دم، أو جزيء مثل حمض نووي ريبوزي منقوص الأكسجين)، وفي هندسة النانو وكيمياء النانو (لدراسة وبناء المواد من جزيئات مفردة)، وفي البصريات الكمومية والضوئيات الكمومية الميكانيكية (لدراسة تفاعل الجسيمات المفردة مع الضوء). وقد مُنح آرثر أشكين جائزة نوبل في الفيزياء عام 2018 لتطويره تقنية الملاقط الضوئية.

## التاريخ والتطوير
رُصدت لأول مرة قوى التشتت البصري والتدرج على الجسيمات ذات الحجم الميكروني في عام 1970 بواسطة آرثر أشكين في مختبرات بيل.
وفي عام 1986، تم الإبلاغ عن أول رصد مباشر لما يُعرف الآن باسم الملاقط الضوئية، باستخدام شعاع ضوئي مركز قادر على تثبيت جسيمات مجهرية في ثلاثة أبعاد.
أحد المؤلفين المشاركين في الورقة الأساسية لعام 1986، ستيفن شو، استخدم الملاقط الضوئية لاحقًا في عمله على تبريد واحتجاز الذرات المحايدة، وقد نال لاحقًا جائزة نوبل في الفيزياء عام 1997 بالمشاركة مع كلود كوهين تانودجي وويليام فيليبس.
في أواخر الثمانينات، استخدم آرثر أشكين وجوزيف دزيدزيتش التقنية لأول مرة في علوم الحياة، لاحتجاز فيروس موزاييك التبغ وبكتيريا الإشريكية القولونية.
لاحقًا، قام باحثون أمثال كارلوس بوستامنتي، جيمس سبوديتش، وستيفن بلوك باستخدام الملاقط الضوئية في قياس القوى الميكانيكية الناتجة عن المحركات الجزيئية داخل الخلية على مستوى الجزيء الواحد، مما أدى إلى فهم أفضل للطبيعة الاحتمالية لهذه المحركات.

## التطبيقات الحديثة
استُخدمت الملاقط الضوئية في البيولوجيا التركيبية لبناء شبكات شبيهة بالأنسجة من خلايا صناعية، ودمج الأغشية التركيبية لإحداث تفاعلات كيميائية حيوية.
كذلك، تُستخدم الملاقط الضوئية في الدراسات الوراثية وأبحاث البنية الديناميكية للكروموسومات.
في عام 2003، اُستخدمت تقنية الملاقط الضوئية لفرز الخلايا داخل أنماط بصرية مكثفة حسب خصائصها الضوئية الذاتية.

## في البحوث الكمومية
تُستخدم الملاقط الضوئية أيضًا في حجز الذرات المُبردة بالليزر في الفراغ لتطبيقات في العلوم الكمومية، ومنها: احتجاز ذرة واحدة (2001)، مصفوفات ثنائية الأبعاد (2002)، أزواج متشابكة (2010)، مصفوفات ثلاثية الأبعاد (2018)، وتكوين معالجات كمية قائمة على تجميع ذرات فردية.

## تبسيط الملاقط الضوئية
عمل الباحثون على تحويل الملاقط الضوئية من أجهزة ضخمة معقدة إلى أدوات أصغر وأبسط، لتكون في متناول الباحثين ذوي الميزانيات المحدودة.
البصريات الكمومية والبصريات الميكانيكية الكمومية: لفهم تفاعل الجسيمات الفردية مع الضوء.
وقد حصل العالم آرثر أشكين (Arthur Ashkin) على جائزة نوبل في الفيزياء لعام 2018 تقديرًا لجهوده الرائدة في تطوير هذه التقنية.